# Evandro Malandro
Evandro dos Santos (Nova Friburgo, 7 de janeiro de 1980), mais conhecido como Evandro Malandro  é um cantor, compositor, multi-instrumentista e intérprete de escola de samba brasileiro.
Começou a estudar música quando criança, aprendendo a tocar diversos instrumentos. Integrou grupos de samba e pagode, entre eles, o grupo Os Malandros, de onde surgiu seu nome artístico. No carnaval, começou como intérprete de escolas de samba em sua cidade-natal, Nova Friburgo. Chegou ao carnaval carioca, onde teve passagens por várias agremiações. Também esteve nos carnavais de São Paulo e Uruguaiana.
Recebeu o Estandarte de Ouro, considerado o "óscar do carnaval" em 2020, além de diversas outras premiações. No carnaval de 2022 foi campeão do Grupo Especial do Rio com a Grande Rio.

## Biografia
Evandro dos Santos nasceu em 7 de janeiro de 1980 em Nova Friburgo. Teve sua iniciação musical aos nove anos de idade. Tornou-se multi-instrumentista, dominando instrumentos como saxofone, flauta-transversal, bateria, banjo, cavaquinho, entre outros. Integrou o grupo Os Malandros, de onde surgiu seu nome artístico, Evandro Malandro. Começou sua trajetória musical em escolas de samba da cidade de Nova Friburgo, nas quais desempenhou várias funções. No carnaval de 2003, estreou como intérprete oficial da escola Alunos do Samba. No ano seguinte, se transferiu para a Vilage no Samba, onde permaneceu até o carnaval de 2007, conquistando três campeonatos. Para o carnaval de 2008, se transferiu para a escola Unidos da Saudade, onde permaneceu como intérprete oficial até 2013, conquistando mais três título do carnaval de Nova Friburgo. Ainda em Nova Friburgo, fez parte do bloco carnavalesco Unidos do Imperador e do Blocão do Rastafare.

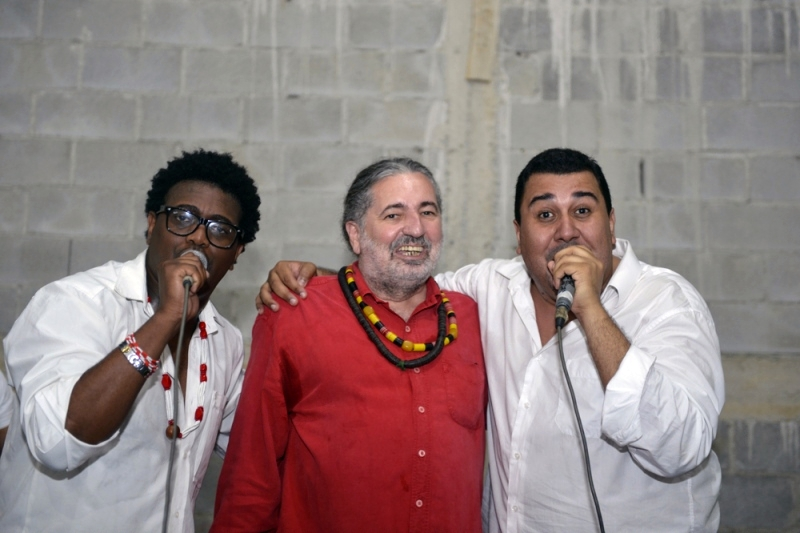
Evandro à esquerda, ao lado de Moacyr Luz e Diego Nicolau.

Evandro começou no carnaval carioca defendendo sambas do compositor friburguense Jeferson Lima para a Imperatriz Leopoldinense. Conheceu outros compositores que também lhe chamaram para defender seus sambas em disputas de diversas escolas. No carnaval de 2009 estreou como cantor de apoio de Luizinho Andanças, na Unidos do Porto da Pedra, pelo Grupo Especial do Rio; e no grupo de acesso foi cantor de apoio da Renascer de Jacarepaguá. No carnaval de 2010 foi cantor de apoio de Dominguinhos do Estácio na Imperatriz Leopoldinense, no Grupo Especial. Em 2011 voltou a compor o quadro de cantores de apoio do Porto da Pedra. Em 2011 e 2012 foi cantor de apoio da escola de samba Bambas da Alegria, do carnaval de Uruguaiana, no Rio Grande do Sul. Em 2012 e 2013 foi intérprete oficial da Imperador do Ipiranga, no grupo de acesso do carnaval de São Paulo. No carnaval de 2013 foi intérprete oficial da Apoteose do Samba, no carnaval de Uruguaiana.
No carnaval carioca de 2014, assumiu como intérprete oficial da Renascer de Jacarepaguá, onde permaneceu até 2017, formando dupla com Diego Nicolau. No carnaval de 2018 foi intérprete oficial dos Acadêmicos do Cubango, recebendo o Troféu Sambario de melhor intérprete. No Grupo Especial, foi cantor de apoio de Emerson Dias na Grande Rio entre 2014 e 2018. Para o carnaval de 2019, com a saída de Emerson Dias da Grande Rio, Malandro foi promovido ao posto de intérprete da escola, fazendo sua estreia como intérprete oficial no Grupo Especial do Rio. No carnaval de 2020, recebeu o Estandarte de Ouro de melhor intérprete do Grupo Especial. A Grande Rio foi campeã do carnaval de 2022 e Evandro conquistou seu primeiro título na elite do carnaval carioca. Em 2023 foi intérprete da escola Deu Chucha na Zebra, que conquistou o título de campeã do carnaval de Uruguaiana.

## Carnavais

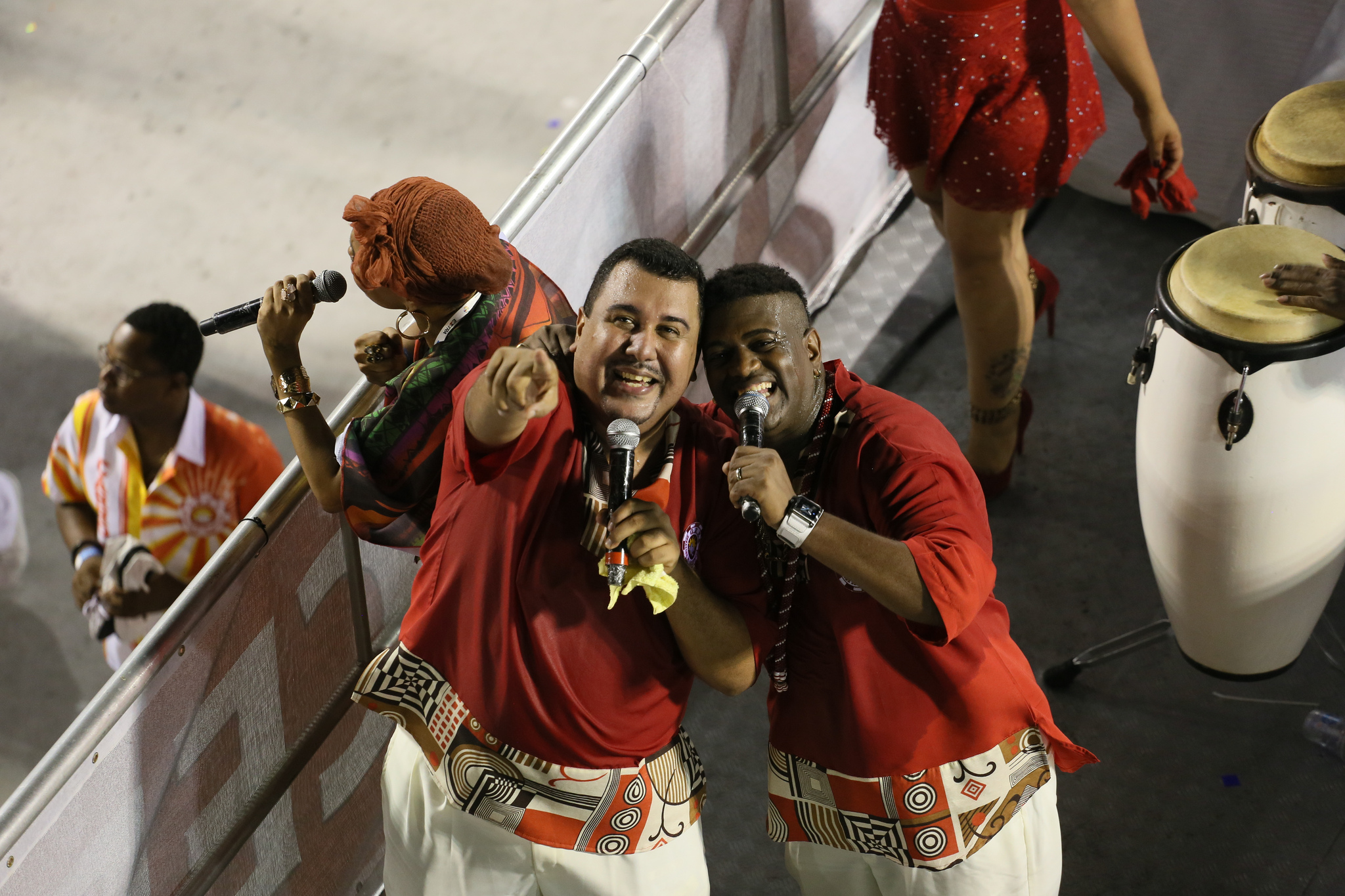
Evandro Malandro ao lado de Diego Nicolau no desfile de 2015 da Renascer.

| Ano           | Escola                                     | Cargo              | Divisão                   |
| ------------- | ------------------------------------------ | ------------------ | ------------------------- |
| 2003          | Alunos do Samba                            | Intérprete oficial | Carnaval de Nova Friburgo |
| 2004-2007     | Vilage no Samba                            | Intérprete oficial | Carnaval de Nova Friburgo |
| 2008-2013     | Unidos da Saudade                          | Intérprete oficial | Carnaval de Nova Friburgo |
| 2009          | Unidos do Porto da Pedra                   | Cantor de apoio    | Grupo Especial (RJ)       |
| 2009          | Renascer de Jacarepaguá                    | Cantor de apoio    | Grupo A (RJ)              |
| 2010          | Imperatriz Leopoldinense                   | Cantor de apoio    | Grupo Especial (RJ)       |
| 2011          | Unidos do Porto da Pedra                   | Cantor de apoio    | Grupo Especial (RJ)       |
| 2011          | Bambas da Alegria                          | Cantor de apoio    | Carnaval de Uruguaiana    |
| 2012          | Bambas da Alegria                          | Cantor de apoio    | Carnaval de Uruguaiana    |
| 2012          | Imperador do Ipiranga                      | Intérprete oficial | Grupo de Acesso (SP)      |
| 2013          | Imperador do Ipiranga                      | Intérprete oficial | Grupo de Acesso (SP)      |
| 2013          | Apoteose do Samba                          | Intérprete oficial | Carnaval de Uruguaiana    |
| 2013          | Mocidade Independente de Presidente Vargas | Intérprete oficial | Carnaval de Manaus        |
| 2013          | Rosas de Ouro                              | Intérprete oficial | Carnaval de Vitória       |
| 2014-2017     | Renascer de Jacarepaguá                    | Intérprete oficial | Série A (RJ)              |
| 2014-2018     | Acadêmicos do Grande Rio                   | Cantor de apoio    | Grupo Especial (RJ)       |
| 2018          | Acadêmicos do Cubango                      | Intérprete oficial | Série A (RJ)              |
| 2019-presente | Acadêmicos do Grande Rio                   | Intérprete oficial | Grupo Especial (RJ)       |
| 2023          | Deu Chucha na Zebra                        | Intérprete oficial | Carnaval de Uruguaiana    |

## Composições
Evandro também está entre os autores de diversos sambas de enredo.
- "Apoteose: Eu Sou Filho da Mata, Dono Desse Chão - O Contador de Lendas e Mistérios de um Povo Pardo" (Apoteose do Samba, 2013)
- "Os Sonhos de Criança" (Acadêmicos de São Miguel, 2013)
- "Do Vale do Bekaa à Praia Grande, o Voo do Beija-Flor, Abdul Hoje o CESAC É Você!" (Cesac, 2015)
- "Estou de Volta pro Meu Aconchego" (Barroca Zona Sul, 2015)
- "O Vale nas Terras Onde o Mar Se Arrebenta. Oxente! Cabra da Peste Venha Conhecer neste Carnaval. Pernambuco Multicultural!" (Unidos do Vale Encantado, 2016)
- "Da Riqueza das Águas à Multiplicação do Amor. A Maravilha da Pesca" (Barroca Zona Sul, 2017)
- "Peruche Celebra Martinho. 80 Anos do Dikamba da Vila" (Unidos do Peruche, 2018)
- "Ubatuba. O Reconto do Caboclo Sob a Luz do Luar" (Leandro de Itaquera, 2019)
- "Professores, Camisa 12 Orgulhosamente Desfila Essa Homenagem a Vocês, Mestres na Arte de Ensinar!" (Camisa 12, 2019)

## Premiações
- Estandarte de Ouro

1. 2020 - Melhor intérprete (Grande Rio)[7]

- Estrela do Carnaval

1. 2025 - Melhor intérprete (Grande Rio) [8]

- Feras da Sapucaí

1. 2022 - Melhor intérprete (Grande Rio)[9]

- Melhores do Carnaval

1. 2025 - Melhor intérprete (Grande Rio) [10]

- Gato de Prata

1. 2020 - Melhor intérprete (Grande Rio)[11]
2. 2022 - Melhor intérprete (Grande Rio)[12]

- Resenha dos Sambistas

1. 2025 - Melhor intérprete (Grande Rio) [13]

- Troféu Explosão In Samba

1. 2025 - Melhor intérprete (Grande Rio) [14]

- Troféu Sambario

1. 2018 - Melhor intérprete (Cubango)[4]
2. 2025 - Melhor intérprete (Grande Rio) [15]

- Troféu Tupi Carnaval Total

1. 2020 - Melhor intérprete (Grande Rio)[16]
2. 2024 - Melhor intérprete (Grande Rio)[17]

## Títulos e estatísticas
Abaixo, os títulos de Evandro Malandro nos carnavais em que disputou como intérprete oficial.
| Divisão             | Campeão | Ano                                | Vice | Ano        | Terceiro lugar | Ano  |
| ------------------- | ------- | ---------------------------------- | ---- | ---------- | -------------- | ---- |
| Grupo Especial (RJ) | 1       | 2022                               | 2    | 2020, 2025 | 1              | 2024 |
| Nova Friburgo       | 6       | 2004, 2005, 2006, 2010, 2012, 2013 | -    | -          | -              | -    |
| Uruguaiana          | 1       | 2023                               | -    | -          | -              | -    |